# Città della Pieve
Città della Pieve är en ort och kommun i provinsen Perugia i regionen Umbrien i Italien. Kommunen hade 7 709 invånare (2018).